# Wężówka (szczyt)
Wężówka (niem. Pfützenberg, 781 m n.p.m.) – szczyt w Karkonoszach, w obrębie Śląskiego Grzbietu.
Położony w północnej, dolnej części Śląskiego Grzbietu, stanowiąc zakończenie bocznego ramienia, odchodzącego ku północy od Śmielca i biegnącego przez Leśniak, na południowy zachód od Jagniątkowa.
Od zachodu opływa go Pracz, a od wschodu Wrzosówka.
Zbudowany z granitu karkonoskiego. Na południowo-zachodnich zboczach pojedyncze skałki.
Cały masyw porośnięty lasami.
Leży w obrębie Karkonoskiego Parku Narodowego.
Na północny wschód od Wężówki biegnie Droga pod Reglami ze Szklarskiej Poręby do Jagniątkowa i dalej przez Zachełmie do Przesieki.
Wschodnim zboczem biegnie szlak turystyczny:
- niebieski szlak z Jagniątkowa na Czarną Przełęcz